# Józef Walczak
Józef Stanisław Walczak (ur. 3 stycznia 1931, zm. 14 kwietnia 2016 w Łodzi) – polski piłkarz i trener piłkarski.
Był ligowym piłkarzem ŁKS-u Łódź i Zawiszy Bydgoszcz. W barwach pierwszego zespołu w 1958 został mistrzem Polski. W reprezentacji Polski debiutował w rozegranym 8 sierpnia 1954 spotkaniu z Bułgarią, drugi i ostatni raz zagrał dwa lata później.
Pracował jako trener; prowadził m.in. ŁKS Łódź, Włókniarza Łódź, Włókniarza Pabianice, Motor Lublin, Bałtyk Gdynia, Lechię Gdańsk, Stal Mielec oraz Cracovię.